# 小松古墳群
小松古墳群（こまつこふんぐん）は、埼玉県羽生市にある古墳群である。昭和53年（1979年）3月、下水道工事中に地表下から石室が偶然発見され、小松1号墳と命名、発掘調査が実施された。
関東造盆地運動の沈降と河川の氾濫土で被覆され、その多くが埋没しているものと思われる。
- 小松1号墳
  - 標高17.9m、地表下1.2mから主体部が発見された。主として角閃石安山岩を用いて構築され、奥壁まで胴張りがある複室構造の横穴式石室で、ほぼ南向きに開口している。石室の規模全長4.68m、高さ2m。床面には拳大の河原石が敷き詰められている。
  - 大刀2、鉄鏃2、瑪瑙製勾玉1、水晶製切子玉7、碧玉製管玉1、ガラス製丸玉6、滑石製臼玉1、ガラス製小玉121、耳環6が出土。このほか骨、歯、赤色顔料が確認されている。遺物は平成25年3月26日付けで羽生市有形文化財（考古資料）に指定された。

石室の構造、副葬品の検討から7世紀前半の築造とみられる。